# すきすきワンワン!
『すきすきワンワン!』は、2023年1月24日（23日深夜）から3月28日まで（27日深夜）、日本テレビ系「シンドラ」枠で放送されたテレビドラマ。主演は連続ドラマ単独初主演となる岸優太（King & Prince）。

## キャスト

### 主要人物
雪井炬太郎（ゆきい こたろう）〈26〉
演 - 岸優太（King & Prince）（少年時代：伊藤篤志（Boys be/関西ジャニーズJr.））
夢もなく、欲もない人生諦めモードの男子。
木ノ宮天（きのみや てん） / てん
演 - 浮所飛貴（美 少年/ジャニーズJr.）
炬太郎の前に現れる謎の男。自らを炬太郎が飼っていた愛犬の「てん」と名乗る。

### 周辺人物
森川澪央
演 - 桜田ひより
炬太郎の元カノ。
柿田
演 - おいでやす小田
炬太郎が住む家の管理人。
比嘉光太郎
演 - 前原滉（少年時代：亀井海聖（Boys be/関西ジャニーズJr.））
炬太郎の幼馴染。
三宅（みやけ）
演 ‐ 永野宗典
雪井マキ（ゆきい - ）
演 - 小出ミカ
炬太郎の母。シングルマザー。現在は故人。
月野瞬（つきの しゅん）
演 - 増田昇太
湊エリー（みなと ‐ ） / エリザベス
演 ‐ 松本まりか

## スタッフ
- 脚本 - 水橋文美江
- 音楽 - 青木沙也果
- 主題歌 - King & Prince「We are young」（Johnnys' Universe）[1]
- 監督 - 中島悟、丸谷俊平
- 編成 - 安島隆、鈴木淳一、藤澤季世子、明石広人
- プロデューサー - 櫨山裕子、鈴木将大、大護彰子、伊藤美緒
- チーフプロデューサー - 三上絵里子、島本講太
- 制作協力 - オフィスクレッシェンド
- 製作著作 - 日本テレビ、ジェイ・ストーム

## 放送日程
| 各話 | 放送日  | サブタイトル       | 監督     |
| ---- | ------- | ------------------ | -------- |
| #1   | 1月24日 | 犬、生まれかわる   | 中島悟   |
| #2   | 1月31日 | 犬と元カノ         | 中島悟   |
| #3   | 2月07日 | 犬と小説と大リーグ | 丸谷俊平 |
| #4   | 2月14日 | 犬、怒る           | 丸谷俊平 |
| #5   | 2月21日 | 犬と片想い         | 中島悟   |
| #6   | 2月28日 | 元ネコvs元イヌ     | 中島悟   |
| #7   | 3月07日 | 犬と38.2°C         | 丸谷俊平 |
| #8   | 3月14日 | 犬と猫がんばる     | 丸谷俊平 |
| #9   | 3月21日 | 犬の涙             | 中島悟   |
| #10  | 3月28日 | 犬、去ぬ           | 中島悟   |